# West Pensacola
West Pensacola é uma Região censo-designada localizada no estado americano de Flórida, no Condado de Escambia.

## Demografia
Segundo o censo americano de 2000, a sua população era de 21.939 habitantes.

## Geografia
De acordo com o United States Census Bureau tem uma área de
19,3 km², dos quais 19,1 km² cobertos por terra e 0,2 km² cobertos por água. West Pensacola localiza-se a aproximadamente 32 m acima do nível do mar.

## Localidades na vizinhança
O diagrama seguinte representa as localidades num raio de 8 km ao redor de West Pensacola.